# Walter Wasservogel (Musiker)
Walter Wasservogel (* 14. Mai 1912 in Wien; † 22. April 1986 ebenda) war ein österreichischer Musiker, Komponist und Arrangeur. Er war insbesondere ein Vertreter der Schrammelmusik.

## Leben

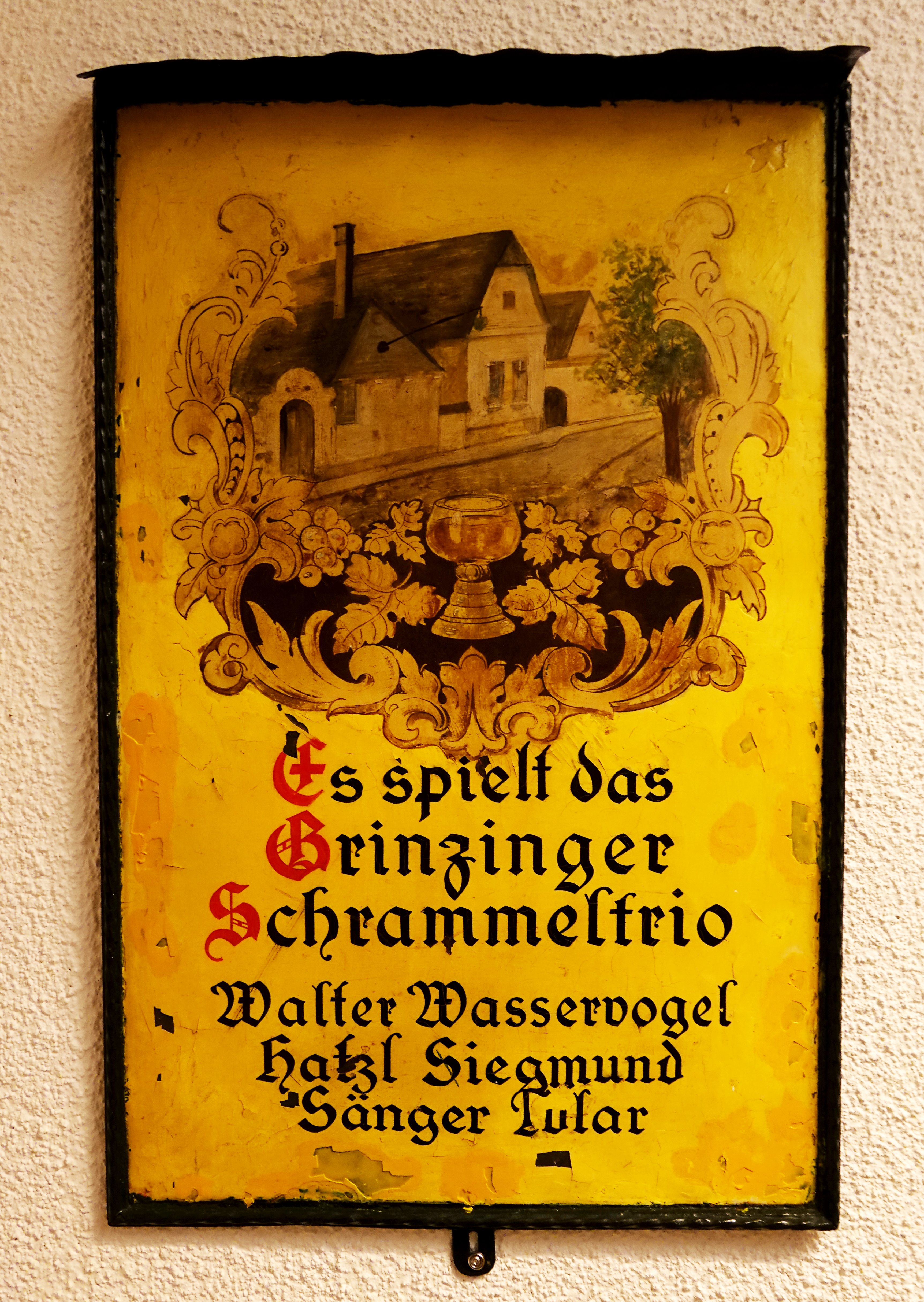
Walter Wasservogel auf einer Reklametafel im Weinbaumuseum Döbling

Walter Wasservogel machte eine kaufmännische Lehre und arbeitete zunächst als Handelsangestellter. Er studierte Violine, Klavier und Musiktheorie am Wiener Volkskonservatorium, unter anderem bei Armin Kaufmann. Außerdem lernte er Klarinette, Trompete und Zither.
Ab 1935 war Wasservogel als Berufsmusiker tätig. Er wirkte als Stehgeiger in Hotels, Bars und Cafés im In- und Ausland. Zu seinen Stationen bis 1940 zählten Graz, Villach, Klagenfurt und der Semmering sowie Zürich, Bern, Köln und Amsterdam. Er bekam einen 1939 geborenen Sohn und eine 1941 geborene Tochter. Die Tochter, Gerti Straka-Wasservogel, wurde auch Musikerin, ebenso ein Enkel, Wolfgang Straka. Während des Zweiten Weltkriegs musste Wasservogel Wehrdienst leisten und kam in Kriegsgefangenschaft. Nach seiner Rückkehr war er von 1947 bis 1972 Mitglied eines Wiener Trios für Unterhaltungsmusik. Es kam zu zahlreichen Radio- und Schallplattenaufnahmen, auf denen er zu hören war. Er betätigte sich als Komponist und als gefragter Arrangeur. Zu seinen Auftraggebern für musikalische Bearbeitungen zählte unter anderem das Schrammel-Ensemble des Wiener Philharmonikers Alfred Spilar. Nach seiner Pensionierung erarbeitete Wasservogel ein genaues Verzeichnis seiner Arrangements.
Walter Wasservogel starb 1986 im Alter von 73 Jahren. Er wurde in Wien am Meidlinger Friedhof (Abteilung A, Gruppe 12, Nummer 16) bestattet.

## Kompositionen und Arrangements
Als Komponist bewegte sich Walter Wasservogel ausschließlich im Bereich der Unterhaltungsmusik. Er komponierte Märsche wie den Gute-Freunde-Marsch und den Witz-Marsch, Polkas wie die Schnurlputz-Polka und Schöne Ida und Walzer wie den Bilderbogen-Walzer, außerdem weitere Tänze und Wienerlieder. Ferner stellte er Potpourris zusammen.
Die zahlreichen Arrangements von Walter Wasservogel umfassen Walzer, Polkas, Altwiener Tänze, Wienerlieder, Wiener Couplets, Operetten-Auszüge und Schlager. Es handelt sich sowohl um Instrumentalstücke als auch um Lieder mit Gesang. Unter den Komponisten, deren Werke Wasservogel bearbeitete, finden sich Johann Schrammel, Josef Schrammel, Joseph Lanner, Johann Strauss (Sohn) und Franz Schubert.
Das Wiener Volksliedwerk erwarb 2001 den musikalischen Nachlass Walter Wasservogels. Den Ankauf hatte die Spende einer Mäzenin ermöglicht. Die im Wiener Volksliedwerk aufbewahrten und gut sortierten Wasservogel-Bearbeitungen für Schrammelmusik-Ensembles zählen zu den wichtigsten in Wien. Sie wurden etwa für Konzerte der Neuen Wiener Concert Schrammeln und der Philharmonia Schrammeln verwendet.